# Funkikoa maxima
Funkikoa maxima is een hooiwagen uit de familie Epedanidae.